# Phillip Allen Sharp
Phillip Allen Sharp (Falmouth, Kentucky, 1944. június 6. –) amerikai genetikus és molekuláris biológus. 1993-ban Richard J. Roberts-szel megosztva orvostudományi Nobel-díjban részesült az eukarióta géneken belüli nemkódoló régiók, az intronok felfedezéséért és annak felismeréséért, hogy a különböző génszakaszok átírásával más fehérjék készülhetnek ugyanarról a génről.

## Tanulmányai
Mind apja, Joseph Walter Sharp, mind anyja, Kathrin Colvin Sharp helybeli farmercsaládból származott és a városhoz közeli családi farmon éltek. Az elemi és középiskolát helyben, illetve a szomszédos Butlerben végezte, utána pedig barbourville-i Union College-ben szerzett BSc oklevelet. A főiskola költségeihez maga is hozzájárult, dohánytermesztői és szarvasmarhatartói munkájával. Az Illinoisi Egyetemen kémiát tanult, itt írta 1969-ben doktori disszertációját a DNS-ről polimerkémiai szempontból.

## Tudományos munkássága
Sharp a California Institute of Technology-n kapott posztdoktori, molekuláris biológiai kutatói állást. A Caltechen a baktériumok szexfaktorát és antibiotikum-rezisztenciáját kódoló plazmidjainak szerkezetét vizsgálta. Hároméves szerződése lejárta után James Watson Cold Spring Harbor-i laboratóriumában folytatta pályafutását. DNS-hibridizációs módszerekkel feltárták az SV40 vírus genomjának nagyléptékű szerveződését, utána pedig áttértek a könnyebben kezelhető humán adenovírus 2-re. Sharp és munkatársai restrikciós enzimek segítségével elkészítették az adenovírus DNS-ének térképét.
Salvador Luria, a Massachusetts Institute of Technology Rákkutató Intézetének Nobel-díjas vezetője 1974-ben meghívta Sharpot az intézetébe. Korábbi témáját folytatva, a hasítóenzimekkel feltérképezte az adenovírus mRNS-eit is. Felfedezte, hogy a fertőzött sejtek magjában nagy mennyiségű virális RNS található, amely azonban nem azonos a citoplazmába kikerülő RNS-sel. Úgy vélte, hogy a magbeli RNS-ből utólagos szétvágással és újraillesztéssel keletkezik a citoplazmába kikerülő vírus-RNS és elméletét hibridizációs kísérletekkel be is bizonyította. Felismerte, hogy a DNS-ről közvetlenül átírt mRNS még utólagos modifikáción megy keresztül, a splicing folyamata révén nagy részek kivágódnak belőle.
1978-ban néhány társával együtt megalapította az egyik első biotechnológiai magáncéget, a Biogent. 1979-ben professzorrá nevezték ki; 1985-től – Luria visszavonulásától – 1991-ig ő volt a Rákkutató Intézet igazgatója. 1991-től 1999-ig az MIT biológiai tanszékét vezette. 2000 és 2004 között a McGovern Agykutató Intézet igazgatója volt. Alapító tagja volt a Alnylam Pharmaceuticals (2002) és a Magen BioSciences cégeknek.

## Elismerései

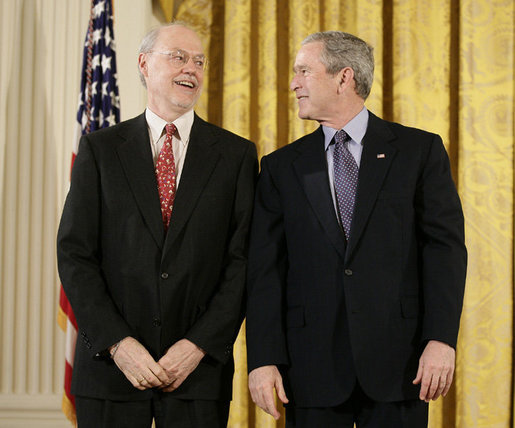
Phillip A. Sharp és George W. Bush a Nemzeti Tudományos Érem átadásán

Phillip A. Sharp Richard J. Roberts-szel megosztva elnyerte az 1993 évi orvostudományi Nobel-díjat.
Egyéb elismerései: 
- Eli Lilly-díj (1980),
- Albert Lasker-díj (1988),
- Benjamin Franklin-érem (1999),
- Nemzeti Tudományos Érem (2004)

Alma matere, az Union College 1985-ben díszdoktorrá avatta és egykori középiskolája az ő nevét vette fel.

## Családja
Phillip Sharp a főiskolán ismerkedett meg Ann Holcombe-bal, akit 1964-ben feleségül vett. Három lányuk született, Christine Alynn (1968), Sarah Katherin (1974) és Helena Holcombe (1981).